# Junior Bake Off Italia
Junior Bake Off Italia è stato uno spin-off di Bake Off Italia - Dolci in forno, in cui a competere sono stati bambini con un'età compresa tra i 7 e i 12 anni. Il programma, prodotto da Magnolia, è andato in onda dal 27 novembre 2015 al 25 dicembre 2020 su Real Time e in contemporanea su K2 e Frisbee, ed è stato presentato da Benedetta Parodi nelle prime due edizioni, dalla terza edizione viene sostituita da Katia Follesa. Nella 6ª edizione cambia ulteriormente il presentatore; l'edizione infatti è stata condotta dalla coppia formata da Flavio Montrucchio e Alessia Mancini I giudici sono Ernst Knam, Clelia d'Onofrio e Damiano Carrara (quest'ultimo sostituisce Antonio Lamberto Martino).

## Il programma

### Sfide
- La prova di creatività: I concorrenti dovranno creare in un tempo stabilito un dolce specifico seguendo la propria ricetta e la loro creatività. Al termine della sfida i giudici valuteranno aspetto e gusto senza dare un voto o una preferenza, ma solo un semplice giudizio.
- La prova tecnica: I concorrenti dovranno creare in un tempo stabilito un dolce seguendo la ricetta di Ernst Knam che verrà loro data. I giudici lasceranno il set prima delle prove, al loro rientro in studio troveranno i dolci senza saperne l'autore. Commenteranno le preparazioni finite e dopo l'assaggio esprimeranno le loro preferenze dal peggiore al migliore: solo allora scopriranno chi ha preparato ogni piatto.

### Cast
Il cast del programma, nella prima edizione era composto da tre persone ma con l'arrivo del terzo giudice a partire dalla seconda edizione il cast era composto da quattro persone, così fino alla quarta edizione del programma. Nella quinta edizione il cast torna ad essere composto da tre persone come nella prima, mentre nella sesta edizione, con due persone alla conduzione del programma, il cast torna ad essere formato da quattro persone.
- Benedetta Parodi: giornalista, scrittrice e conduttrice televisiva di programmi di successo come Cotto e mangiato e I menù di Benedetta, approda su Real Time come presentatrice di Bake Off Italia (dal 2013 al 2024) e Junior Bake Off Italia (dal 2015 al 2017).
- Ernst Knam, campione Italiano di Cioccolateria 2009/2010, campione Italiano di Finger Food 2011, primo gradino del podio nella Coppa del Mondo di Gelateria 2012, è uno dei giudici del programma.
- Clelia d'Onofrio, è il secondo giudice (dal 2015 al 2019), collabora con vari giornali e riviste, come Quattroruote, Tuttoturismo e Meridiani. Dal 1997 è direttore editoriale del prestigioso Cucchiaio d'Argento.
- Antonio Lamberto Martino, mastro panificatore e agronomo abilitato, nonché consulente e autore di menù di svariati ristoranti. È entrato nel cast del programma solo nella seconda edizione in veste di terzo giudice.
- Damiano Carrara, nuovo giudice che sostituisce Martino dalla terza stagione. Pasticciere toscano trasferitosi in California per coltivare la sua passione per la pasticceria.
- Katia Follesa è una comica, conduttrice televisiva e attrice italiana,conduttrice di Junior Bake Off Italia dalla terza alla quinta stagione.
- Flavio Montrucchio è un conduttore televisivo e attore italiano.Conduce la sesta edizione di Junior Bake Off Italia in coppia con la moglie Alessia Mancini.
- Alessia Mancini è una conduttrice televisiva, showgirl e attrice italiana. Conduce la sesta edizione di Junior Bake Off Italia in coppia con il marito Flavio Montrucchio.

### Luoghi delle riprese
L'ambiente delle prime tre edizioni italiane è stata Villa Annoni, situata a Cuggiono (MI), mentre nella quarta edizione l'ambiente si sposta a Villa Bagatti Valsecchi a Varedo (MB). Nella quinta e nella sesta edizione la location scelta è la Villa Borromeo di Arcore (MB).
| Location                             | Edizione | Edizione | Edizione | Edizione | Edizione | Edizione | Totale |
| Location                             | 1        | 2        | 3        | 4        | 5        | 6        | Totale |
| ------------------------------------ | -------- | -------- | -------- | -------- | -------- | -------- | ------ |
| Villa Annoni, Cuggiono (MI)          |          |          |          |          |          |          | 3      |
| Villa Borromeo d'Adda, Arcore (MB)   |          |          |          |          |          |          | 2      |
| Villa Bagatti Valsecchi, Varedo (MB) |          |          |          |          |          |          | 1      |

## Edizioni
| Edizione | Conduzione         | Conduzione       | Periodo          | Periodo          | Puntate | Giudici    | Giudici          | Giudici                  | Mini pasticceri | Vincitore             |
| Edizione | Conduzione         | Conduzione       | Inizio           | Fine             | Puntate | Giudici    | Giudici          | Giudici                  | Mini pasticceri | Vincitore             |
| -------- | ------------------ | ---------------- | ---------------- | ---------------- | ------- | ---------- | ---------------- | ------------------------ | --------------- | --------------------- |
| 1ª       | Benedetta Parodi   | Benedetta Parodi | 27 novembre 2015 | 18 dicembre 2015 | 4       | Ernst Knam | Clelia d'Onofrio | Non presente             | 10              | Roberta Cannavò       |
| 2ª       | Benedetta Parodi   | Benedetta Parodi | 16 dicembre 2016 | 3 febbraio 2017  | 8       | Ernst Knam | Clelia d'Onofrio | Antonio Lamberto Martino | 16              | Mattia Di Marcantonio |
| 3ª       | Katia Follesa      | Katia Follesa    | 22 dicembre 2017 | 26 gennaio 2018  | 6       | Ernst Knam | Clelia d'Onofrio | Damiano Carrara          | 12              | Massimo Pacelli       |
| 4ª       | Katia Follesa      | Katia Follesa    | 4 gennaio 2019   | 25 gennaio 2019  | 4       | Ernst Knam | Clelia d'Onofrio | Damiano Carrara          | 10              | Samir Ricetti         |
| 5ª       | Katia Follesa      | Katia Follesa    | 6 dicembre 2019  | 27 dicembre 2019 | 4       | Ernst Knam | Non presente     | Damiano Carrara          | 10              | Giorgia Sammarone     |
| 6ª       | Flavio Montrucchio | Alessia Mancini  | 11 dicembre 2020 | 25 dicembre 2020 | 3       | Ernst Knam | Non presente     | Damiano Carrara          | 8               | Anna Bruno            |

### Prima edizione
La prima edizione, condotta da Benedetta Parodi in compagnia dei giurati della versione classica del programma, Ernst Knam e Clelia d'Onofrio. È andata in onda dal 27 novembre al 18 dicembre 2015 per una durata complessiva di 4 puntate registrate durante l'estate 2015 presso Villa Annoni a Cuggiono,fino alla terza edizione del programma. L'edizione è stata vinta da Roberta.

### Seconda edizione
La seconda edizione sempre condotta da Benedetta Parodi, è andata in onda dal 16 dicembre 2016 al 3 febbraio 2017 per una durata complessiva di 8 puntate. Questa edizione si conferma essere la più lunga di tutte e presenta anche il maggior numero di concorrenti tra tutte le edizioni. Ai due giurati della scorsa edizione, Ernst Knam e Clelia d'Onofrio, vi si aggiunge Antonio Lamberto Martino(già giurato della quarta edizione del format classico del programma). Questa edizione è stata vinta da Mattia.

### Terza edizione
La terza edizione viene condotta da Katia Follesa in sostituzione a Benedetta Parodi. È andata in onda dal 22 dicembre 2017 al 26 gennaio 2018 per una durata complessiva di 6 puntate,due in meno alla scorsa edizione.Vengono riconfermati alla giuria Ernst Knam e Clelia d'Onofrio e al posto di Antonio Lamberto Martino troviamo Damiano Carrara (giá giurato nella versione classica del programma a partire dalla quinta edizione). L'edizione è stata vinta da Massimo.

### Quarta edizione
La quarta edizione vede di nuovo alla conduzione, Katia Follesa in compagnia dei giurati Ernst Knam, Clelia d'Onofrio e Damiano Carrara. È andata in onda dal 4 al 25 gennaio 2019 per una durata complessiva di 4 puntate, proprio come nella prima edizione del programma. In questa edizione si ha anche un cambio di location, Villa Bagatti Valsecchi a Varedo (MB). L'edizione è stata vinta da Samir.

### Quinta edizione
La quinta edizione è sempre condotta da Katia Follesa in compagnia di Ernst Knam e Damiano Carrara,stavolta senza Clelia d'Onofrio. È andata in onda dal 6 al 27 dicembre 2019 sempre per 4 puntate come l'edizione precedente.Anche in questa edizione si cambia location e ci si sposta a Villa Borromeo d'Adda ad Arcore (MB). 
Una delle novità di questa edizione è l'abolizione del grembiule blu che viene sostituito dal grembiule verde che è sempre per il migliore della puntata. L'edizione è stata vinta da Giorgia.

### Sesta edizione
La sesta edizione subisce una vera e propria rivoluzione: È condotta da Flavio Montrucchio e Alessia Mancini,in sostituzione di Katia Follesa;vengono riconfermati alla giuria Ernst Knam e Damiano Carrara ed è andata in onda dall'11 al 25 dicembre 2020 per una durata complessiva di 3 puntate,infatti si presenta essere l'edizione più breve di tutte sia a numero di puntate che a numero di concorrenti che da 10 scalano ad 8.
Inoltre,questa è la prima edizione in cui non vi sono eliminazioni ne grembiuli verdi e blu,ma bensì delle spillette a forma di fiocchi di neve che si vanno ad accumulare di puntata in puntata, infatti sarà vincitore colui o colei che avrà totalizzato più fiocchi nel corso delle tre puntate. L'edizione è stata vinta da Anna.

## Audience
| Edizione | Anno       | Stagione        | Programmazione | Programmazione | Programmazione | Programmazione | Programmazione | Programmazione | Programmazione | Telespettatori | Share | Premiere       | Premiere | Finale         | Finale |
| Edizione | Anno       | Stagione        | L              | M              | M              | G              | V              | S              | D              | Telespettatori | Share | Telespettatori | Share    | Telespettatori | Share  |
| -------- | ---------- | --------------- | -------------- | -------------- | -------------- | -------------- | -------------- | -------------- | -------------- | -------------- | ----- | -------------- | -------- | -------------- | ------ |
| 1ª       | 2015       | autunno         |                |                |                |                |                |                |                | 937.000        | 3,50% | 907.000        | 3,40%    | 902.000        | 3,50%  |
| 2ª       | 2016- 2017 | autunno-inverno | 726.000        | 2,80%          | 590.000        | 2,4%           | 855.000        | 3,30%          |                |                |       |                |          |                |        |
| 3ª       | 2017- 2018 | autunno-inverno | 727.000        | 2,90%          | 831.000        | 3,40%          | 717.000        | 2,80%          |                |                |       |                |          |                |        |
| 4ª       | 2019       | inverno         | 604.000        | 2,40%          | 442.000        | 1,80%          | 663.000        | 2,60%          |                |                |       |                |          |                |        |
| 5ª       | 2019       | autunno-inverno | 479.000        | 2,00%          | 572.000        | 2,30%          | 449.000        | 1,90%          |                |                |       |                |          |                |        |
| 6ª       | 2020       | autunno-inverno | 400.000        | 1,50%          | 514.000        | 1,90%          | 327.000        | 1,30%          |                |                |       |                |          |                |        |